# A Th Nilssons Musikhandel

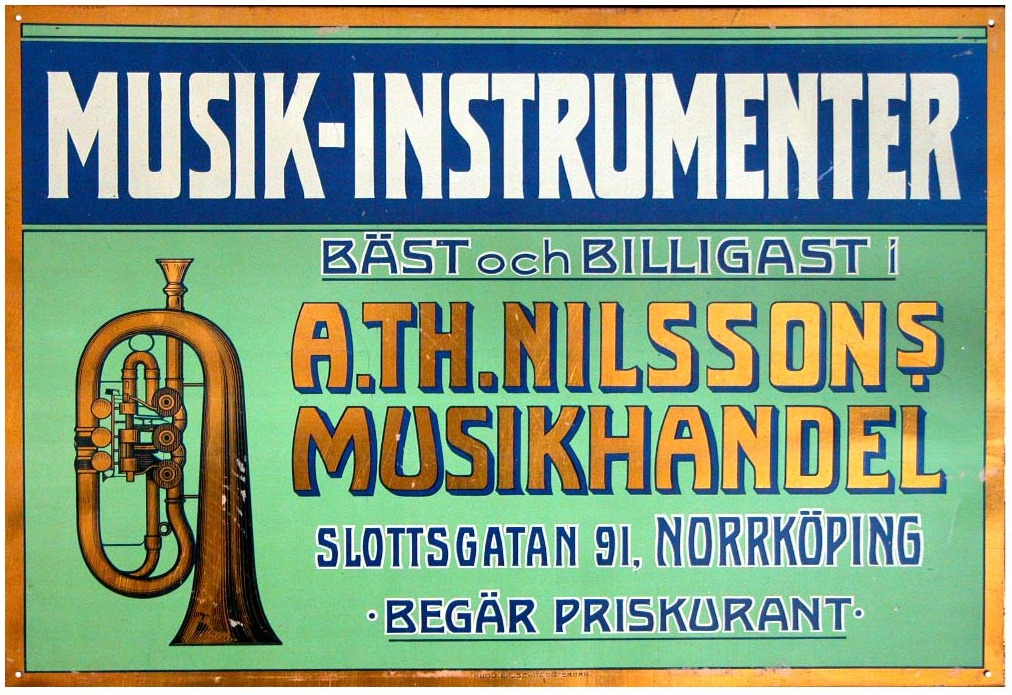
Reklamskylt för A. Th. Nilssons Musikhandel

A Th Nilssons Musikhandel var ett musikföretag som var verksamt 1891–1957 i Norrköping.
Man sålde alla former av musikinstrument samt även noter, grammofoner, skivor och andra musikalier.
Butiken låg vid Slottsgatan. Man öppnade en filial på Drottninggatan 62 år 1919.
Under en tid hade man en filial i Göteborg i form av Södermans Musikaffär. Denna köptes upp 1925.

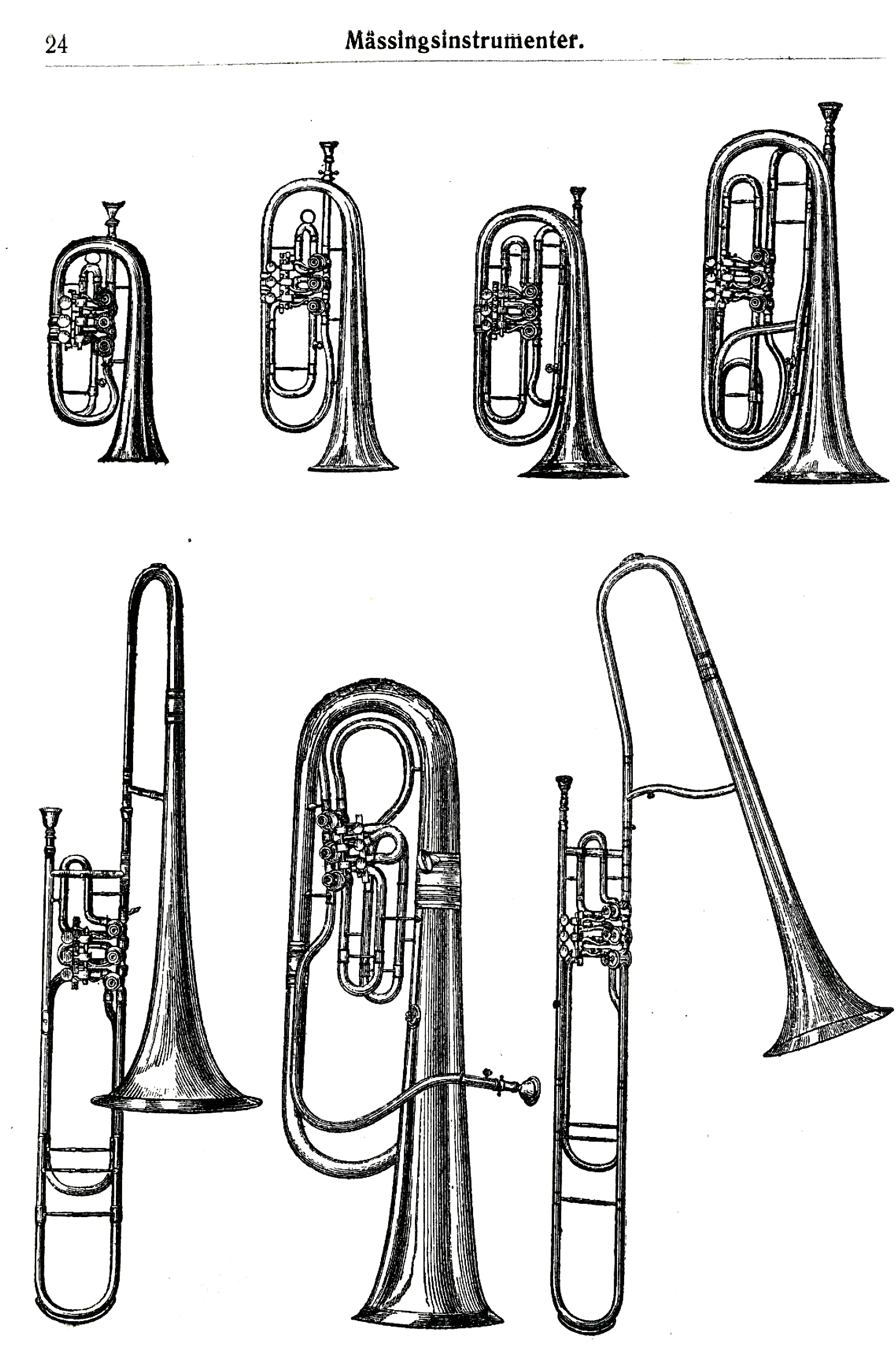
En sida ur A Th Nilssons priskurant 1922. Esskornett, B-kornett, althorn, tenorhorn, ventilbasun, tuba (bombardon), ventilbasun.